# Martha Komu
Martha Komu Munyutu (née le 23 mars 1983 à Gathanji) est une athlète kényane naturalisée française en 2012, spécialiste des courses de fond. Elle remporte le Marathon de Paris en 2008 et se classe cinquième des Jeux olympiques de 2008, à Pékin. Elle est l'épouse de Simon Munyutu.

## Biographie
Spécialisée dans le cross-country, elle fait ses débuts sur marathon en 2006 en remportant le Marathon de la Baie du mont Saint-Michel en 2 h 37 min 37 s. Plus tard dans la saison, elle s'impose lors du Marathon de Reims en 2 h 32 min 47 s. En 2007, la Kényane se classe 8e du Marathon de Rotterdam. 
En avril 2008, Martha Komu remporte le Marathon de Paris en établissant un nouveau record personnel en 2 h 25 min 33 s. Sélectionnée dans l'équipe du Kenya lors des Jeux olympiques de 2008, à Pékin, elle se classe cinquième du marathon féminin, dans un temps de 2 h 27 min 23 s.
Elle termine 46e des championnats du monde d'athlétisme 2009, à Berlin en Allemagne.
Elle obtient la nationalité française en 2012.
En 2014, elle se classe 6e du Marathon de Paris.

### Palmarès
| Date | Compétition       | Lieu  | Résultat | Performance     |
| ---- | ----------------- | ----- | -------- | --------------- |
| 2008 | Marathon de Paris | Paris | 1re      | 2 h 25 min 33 s |
| 2008 | Jeux olympiques   | Pékin | 5e       | 2 h 27 min 23 s |
| 2014 | Marathon de Paris | Paris | 6e       | 2 h 36 min 33 s |
| 2015 | Marathon de Paris | Paris | 10e      | 2 h 33 min 31 s |

### Records
| Épreuve       | Performance     | Lieu   | Date              |
| ------------- | --------------- | ------ | ----------------- |
| Semi-marathon | 1 h 12 min 10 s | Arusha | 23 septembre 2001 |
| Marathon      | 2 h 25 min 33 s | Paris  | 6 avril 2008      |